# 하다노시
하다노시(일본어: 秦野市)는 일본 가나가와현 중서부에 있는 시이다. 동서 길이는 약 13.6km, 남북 길이는 약 12.8km, 면적은 103.61km2로 가나가와현의 19개 시 가운데 4번째로 넓다.

## 역사
"하다노"라는 이름은 헤이안 시대 왜명류취초에 "하타노"로 처음 등장하고 학자들의 의견에 따르면 그것은 나라 시대의 하타씨와 연결해볼 수 있다. 헤이안 시대 후기부터 가마쿠라 시대까지 후지와라노 히데사토의 자손들의 장원으로 나뉘어 있었고 이들은 센고쿠 시대에 하타노씨로 이어진다. 에도 시대에 이곳은 명목상 오다와라번의 일부였으나 실제로 많은 부분은 에도 막부의 직할지로 많은 하타모토들이 지배했다. 메이지 유신 후인 1878년에 군제가 확립되면서 이 지역은 오스미군(大住郡) 하에 있다가 1889년 4월 1일에 이세하라정이 되었다. 1896년 3월 26일에 오스미군과 유루기군이 합쳐져 나카군을 이루었다. 정은 1927년 오다큐 전철의 개통으로 급격히 인구가 증가하기 시작했다. 하다노는 1955년 1월 1일에 이전의 하다노정과 미나미하다노정, 기타하다노촌, 히가시하다노촌의 합병을 통해 시가 되었다. 같은 해 4월 15일에 나카군 다이콘촌을 편입하였고 7월 28일에는 아시가라카미군의 하타노촌을 합병하였다. 1963년에는 나카군 니시하다노정을 편입해 현재에 이르고 있다.

## 경제
산업 구조는 1차 산업이 2.4%, 2차 산업이 36.2%, 3차 산업이 59.9%를 차지한다.
하다노시는 원래 담배가 생산되던 곳이었다. 에도 시대에 하나노산 잎담배는 하다노 담배(波多野たばこ)라고 불렸다. 담배의 대명사적인 것이지만 쇼와 시대 초기에 담배 생산의 공장화가 시작된 이래로 쇠퇴하기 시작해서 지금은 생산이 중단되었다.

## 교통

### 철도
- 오다큐 전철 오다와라선

### 도로
- 도메이 고속도로
- 국도 제246호선
- 국도 제255호선

## 인구
| 연도 | 인구    | ±%     |
| ---- | ------- | ------ |
| 1950 | 49,638  | —      |
| 1960 | 51,285  | +3.3%  |
| 1970 | 75,226  | +46.7% |
| 1980 | 123,133 | +63.7% |
| 1990 | 155,620 | +26.4% |
| 2000 | 168,142 | +8.0%  |
| 2010 | 170,145 | +1.2%  |
| 2020 | 162,439 | −4.5%  |

## 출신 인물
- 치카다 유이치: NHK 아나운서

## 자매 도시
- 대한민국 경기도 파주시